# هراند گریگوریان
هراند مروژانی گریگوریان (ارمنی: Հրանտ Մերուժանի Գրիգորյան؛ زادهٔ ۲۳ نوامبر ۱۹۶۶) یک کارآفرین، فرد نظامی و سیاستمدار اهل ارمنستان است که از تاریخ ۱۹۹۹ تا تاریخ ۲۰۱۷ سمت نمایندگی دوره‌های دوم تا پنجم مجلس ملی جمهوری ارمنستان را برعهده داشت.

## زندگی‌نامه
در ۲۳ نوامبر ۱۹۶۶ در آرشالویس به دنیا آمد و از  فارغ‌التحصیل شد. وی همچنین برنده مدال مارشال باقرامیان نشان صلیب رزمی درجه دو  شده‌است. وی برادر مانوئل گریگوریان می‌باشد